# Лусија Ечеварија
Лусија Ечеварија де Астеинза (шп. Lucia Etxebarria de Asteinza) је савремена шпанска ауторка која спада у ред најконтроверзнијих списатељица данашњице. Упркос релативно кратке списатељске каријере, Ечеварија је вишеструко награђивана списатељица која је објавила велики број радова преведених на преко двадесет језика.

## Биографија
Рођена је 7. децембра 1966. године у Валенсији, као најмлађа од седморо деце. Родитељи су јој пореклом из Бермеа у Баскији. Образовање је започела у школи за монахиње, а потом се преселила у Мадрид где је завршила енглеску филозофију и новинарство и где и данас живи. Отишавши од куће са навршених 18 година, бавила се најразличитијим занимањима. Почела је као конобарица, кратко време је радила као промотерка у једној дискографској кући, затим је била преводилац, а сарађивала је и са познатим издавачким кућама „Ruta 66“ и „Nuevos medios“.

## О делима

#### Беатрис и небеска тела[2]
Ово је прича о три девојке: Кат, Моники и Беатрис и о три кључна периода у животу једне од њих - Беатрис. Њено детињство проведено у клаустрофобичном дому и подложно притисцима од стране породице, адолесценција обележена њеном константном жељом да што пре побегне у будућност и њена младост гоњена осећањима и носталгијом за својим родним градом. Прича се одвија у два града: Единбург, мрачан и вертикалан и Мадрид, хоризонталан и светао. У њима се одиграва радња овог јединственог романа о љубави према пријатељима, породици и љубавницима.

#### Ми које нисмо као остале[3]
Прича о четири жене, њиховим љубавницима, пословима, супарницима, љубомори, зависти, пијанствима, страховима, пилулама, и о њиховој тврдоглавој одлучности да наставе даље. Неизбежно је годинама водити такав живот, а на крају не осетити последице истог. Марија преживљава раскид. Ракел је била принуђена да остави љубавника, ожењеног човека. Елса не успева да се опорави од трауме након силовања, а Суси од смрти свог брата. Све четири живе саме, без партнера, без деце и далеко од својих породица и издржавају саме себе. Живе у истом граду, у ком су жене подељене на две категорије: А и Б, у ком нико никога не познаје и никога не интересују проблеми четири усамљене жене. Ми које нисмо као остале има другачији приступ према улози традиционалне жене у данашњем друштву: женска улога у сексуалном животу, односи међу женама, наводни рат међу половима и прихватање сопственог идентитета у друштву које покушава да умањи значај улоге жене, као и сваке индивидуе са осећањима.

#### Будућа Ева; Будуће писмо[4]
Два луцидна и иновативна есеја о тешкој улози жене у 21. веку. У површном свету, са поремећеним системом вредности, у ком се породичне структуре распадају, у коме је развијен генетички инжењеринг и у ком се стварност пребацује у виртуелни свет, међусобни односи су пуни насиља и само битови опстају. Главна питања која се постављају у овом есеју су: ко су, одакле долазе и куда иду жене трећег миленијума. "Будућа Ева" је добро документована и читљива студија постиндустријске дистопије, реакција на изазове са којима се сусрећу жене у нашем друштву. Са друге стране, "Будуће писмо" прича о свему што сте одувек хтели да знате, али се не бави питањима замршености књижевног света.

#### Све видљиво и невидљиво[5]
Прича о деструктивној страсти између два дијаметрално супротна лика. Рут, протагонисткиња романа, тридесеттрогодишња режисерка и сценаристкиња са промискуитетним љубавним животом у прошлости. Она крије тајну о узроку самоубиства њене мајке, које је извршила када је Рут имала четири године, и о ком сазнајемо на крају дела. Сама Рут је покушала да изврши самоубиство у два наврата. Хуан де Сеоане, осам година млађи од Рут, стипендиста у Мадриду, жели да постане писац и на почетку самог дела он добија награду за поезију. Суздржан и амбициозан, упушта се у везу са девојком из Билбаоа са којом ће проживети незаборавна искуства. Ово дело је прави показатељ константне књижевне еволуције Лусије Ечеварије.

#### У наручју жене са фетишима[6]
Ова књига представља врсту теорије о фетишизму, замишљену као облик тумачења једног друштва, као нову дефиницију жеља жене, предодређена да се са већом славом диви и гледа на женско задовољство. Кроз странице шпанске литературе XIX века провлаче се разне варијанте фетишизма, које осликавају једну епоху и начин размишљања. Читаоци и читатељке овог дела - сјајног, забавног и документованог, сусрешће се са новим интерпретацијама аутора као што су: Леополдо Алас Кларин, Бенито Перес Галдос, Емилија Пардо Басан, Рамон Гомес де ла Серна, Габријел Миро, Рамон дел Ваље - Инклан, и свим неприкосновеним генијима шпанске књижевности, истовремено фетишистима. Анализа мушког става и односа жена и односа према женама даје повода да се разради теорија о концепцији жеља и маште жена као о механизму одбране према ономе што им прети, чега се некад плаше, а чему се некад диве. Овакав став се развијао до данашњег дана, а кулминирао је у свету шоубизниса, где се људи цене као ствари, а ствари као људи. Лусија Ечеварија и Соња Нуњес Пуенте протагонисткиње су у роману који предстваља заједништво области књижевног стваралаштва и књижевне критике, и који такође представља редефинисање граница између образовања и популарне културе. Свака на свом пољу, могу се похвалити јаком и доследном путањом када су у питању феминистичка истраживања. "En brazos de mujer fetiche" њихова је прва заједничка књига. Перспектива из које ауторке пишу ово дело је феминистичка, агресивно феминистичка и свака жена којој је чедност доминантна особина могла би је протумачити чак као скандалозну. Истина је да су мушки ликови у неким случајевима издеформисани, за разлику од поставке женских ликова која је статична и, заправо, најбитнија у целом делу.

#### Прича о љубави као било која друга[7]
Објашњења која нам нуди за сваку од прича испостављају се непотребним, али и маштовитим, као и свака од тих прича (ако их можемо тако квалификовати). У саму тему сваке од њих укључено је сексуално незадовољство, у склопу емотивног живота који фрустрира, и то у различитим варијантама: перспектива једне лезбијке, затим психичка тортура којој је подвргнута једна жена, очинско насиље, отац који своју кћерку "отима" приликом изласка из школе како би је видео, усамљеност приликом абортуса, женско врачање, позивање на групни секс, "телефонски секс", мешавина нервозе и депресије, сећање на силовање које је уништило седмогодишњи брак, живот жене у Сахари. Све ове појаве и ликови поседују једну заједничку карактеристику, мање или више остварену. Сви су се изградили кроз усмене приче, као опсесивне исповести, као животни промашаји. Неке сцене се могу чинити шокантним, као на пример она у којој пар води љубав под светлошћу месечине, на надгробном споменику бабе вештице. Лусија Ечеварија каже да познаје жене које су такав чин практиковале и требало би јој веровати. Али, то је далеко од онога што би требало да се подразумева под појмом "реализам". Књижевна навика доводи до промене детаља, умеће посредне детаље и мења оне који су истакнути.

## Књижевни рад и пиратерија[8]
Добитница бројних награда, шпанска ауторка, Лусија Ечеварија изјавила је једном приликом да ју је илегално скидање њених дела са интернета навело да одустане од писања и да размишља да почне да тражи ново занимање.
“С обзиром на то да сам открила да је више илегалних копија мојих дела скинуто са интернета него што је продато, званично изјављујем да нећу објавити нову књигу дуго времена,”, објавила је Лусија на својој Фејсбук страници.
Ечеварија је у свом интервујуу за Гардијан изјавила да се шпански аутори суочавају са тешком будућношћу зато што се онлајн пиратерија масовно шири у домену музике, филма и књижевности.
Она је, такође, скренула пажњу на то да се Шпанија налази на врху светске ранг-листе по броју скинутих илегалних дела са интернета по глави становника.
Ечеварија, која је до сад освојила неке од најбољих књижевних награда, рекла је да више нема сврхе жртвовати три године свог живота пишући књигу када се овакве ствари дешавају.
Њен роман “El contenido del silencio” објављен у октобру 2011. године заузима врло ниску позицију на продајној листи шпанског сајта Амазон, иако су њена претходна дела била једна од најпродаванијих у Шпанији.
Изјавила је и то да сада разматра нове пословне опције и да размишља о томе да дозволи објављивање својих књига, које су преведене на двадесет језика, само у Француској и Немачкој, зато што закон у овим земљама нуди бољу заштиту писцима и њиховим делима.

## Оптужбе за плагијат
Лусија Ечеварија је два пута била оптуживана за плагијат. Шпански магазин “Интервју” (шп. Interviú) објавио је чланак који је наводио да је Ечеварија преписала одређене стихове шпанског писца Антонија Колинаса (шп. Antonio Colinas) у својој књизи “Estación de infierno” и да је њен први роман “Amor, curiosidad, Prozac y dudas” садржао идентичне реченице из књиге “Prozac Nation” америчке књижевнице Елизабет Вурцел (енгл. Elizabeth Wurtzel). Ечеварија је потом тужила горе поменути часопис који је 4. фебруара 2003. године добио ослобођајућу пресуду на суду која је гласила да су информације објављене од стране часописа истините и да је Лусија заиста преписала стихове Антонија Колинаса. Пресуда није стигла до апелационог суда. Шпански психолог Хорхе Кастељо (шп. Jorge Castelló) ју је такође тужио за плагијат. Он наводи да је Ечеварија искористила један од његових чланака у свом делу “Ya no sufro por amor” тако што је комбиновала реченице из његовог чланка са сопственим реченицама у првом поглављу наведене књиге а није користила обавезне знаке навода како би се знало коме те исте реченице припадају. Ечеварија је навела Кастељов чланак у библиографији књиге и текст упозорења који је укључен у шестом издању књиге. Кастељо сматра да ово није довољно и захтева да се знаци навода ставе испред његових реченица.

## Дела
Проза:
- Љубав, знатижеља, прозак и сумње (1997)
- Беатрис и небеска тела (1998)
- Ми које нисмо као остале (1999)
- Све видљиво и невидљиво (2001)
- Прича о љубави као свака друга (2003); Награда за роман "Примавера"
- Уравнотежено чудо (2004)
- Космофобија (2007)

Поезија:
- Сезона пакла (2001)
- Чинови љубави и задовољства (2004)

Есеји и биографије:
- Прича о Курту и Кортни: издржавам ово (1996)
- Будућа Ева; Будуће писмо (2000)
- У наручју жене са фетишима (2000); у сарадњи са Соњом Нуњез Пуенте
- Кортни и ја (2004)
- Више не патим због љубави (2005)

Сценарији: 
- Преживећу (1999)
- Љубав, знатижеља, прозак и сумње (2001)
- Жена мога живота (2001)
- Волим те, душо (2001)